# Zorzines coffeata
Zorzines coffeata är en fjärilsart som beskrevs av Inoue 1992. Zorzines coffeata ingår i släktet Zorzines och familjen nattflyn. Inga underarter finns listade i Catalogue of Life.